# Brasil Bom de Bola (1971)
Brasil Bom de Bola é um filme brasileiro, realizado em 1971, dirigido por Carlos Niemeyer e produzido pela Canal 100 Filmes. O filme estreou em Janeiro de 1971 e teve um público de 1.074.115 espectadores, sendo o quinto filme mais assistido de 1971.